# Draguse ou le manoir infernal
Pour plus de détails, voir Fiche technique et Distribution.
Draguse est un film français d'horreur à caractère pornographique écrit par réalisé par Patrice Rhomm et sorti à Paris le 11 février 1976.

## Synopsis
Spécialiste du roman historique, David Leger, un écrivain dont les tirages baissent, se voit contraint d'accepter de rédiger un best seller érotique. Il voit se matérialiser chaque nuit toutes les perversions lubriques dont son cerveau devient la proie. Des créatures diaboliques et perverses sont les héroines de ses fantasmes et lui ouvrent les portes de l'enfer.

## Fiche technique
- Titre : Draguse[1]
- Titre : Draguse le manoir infernal
- Titre Video K7 : Le manoir de Draguse
- Réalisation : Patrice Rondard comme Patrice Rhomm[2]
- Scénario : Patrice Rondard comme Patrice Rhomm
- Adaptation : Patrice Rondard comme Patrice Rhomm, Éric de Winter comme Christian d’Arcane
- Régie : André Stéger
- Effets Spéciaux : Éric de Winter comme Christian d’Arcane
- Musique : Jean Fenol, Albert Assayag
- Laboratoire : GTC Joinville
- Producteur Délégué : Les Films de Marc
- Coproduction : France, Belgique

## Distribution
- Monica Swinn
- Olivier Mathot
- Claudine Beccarie
- Sylvia Bourdon
- Gilbert Servien
- Éric de Winter
- Patrice Rhomm